# 香港深水埗區街道列表
以下是香港九龍深水埗區各街道的介紹。
深水埗：
南昌街
九江街
桂林街
通州街
通州西街
汝州街
汝州西街
北河街
鴨寮街
大南街
楓樹街
柏樹街
基隆街

## 深水埗

### 柏樹街
柏樹街（Cedar Street）是香港九龍深水埗區一條街道，但其實路段在界限街以南，是屬油尖旺區的，道路名稱是取自植物的柏樹，道路北面連接汝州街，而南面連接荔枝角道，並與白楊街大致平行。

### 楓樹街
楓樹街（Maple Street）是香港九龍深水埗區與油尖旺區的一條街道，道路名稱是取自植物的楓樹，道路北面連接大埔道，而南面連接油尖旺區大角咀的洋松街，並與白楊街及柏樹街大致平行。
另外，楓樹街設有遊樂場，位於長沙灣道與楓樹街交界，場地設施有1個7人硬地足球場及1個籃球場。
- 北河街

北河街有著名的北河街夜市
- 鴨寮街：著名的電器集中地
- 福榮街
- 福華街

## 長沙灣

### 永隆街

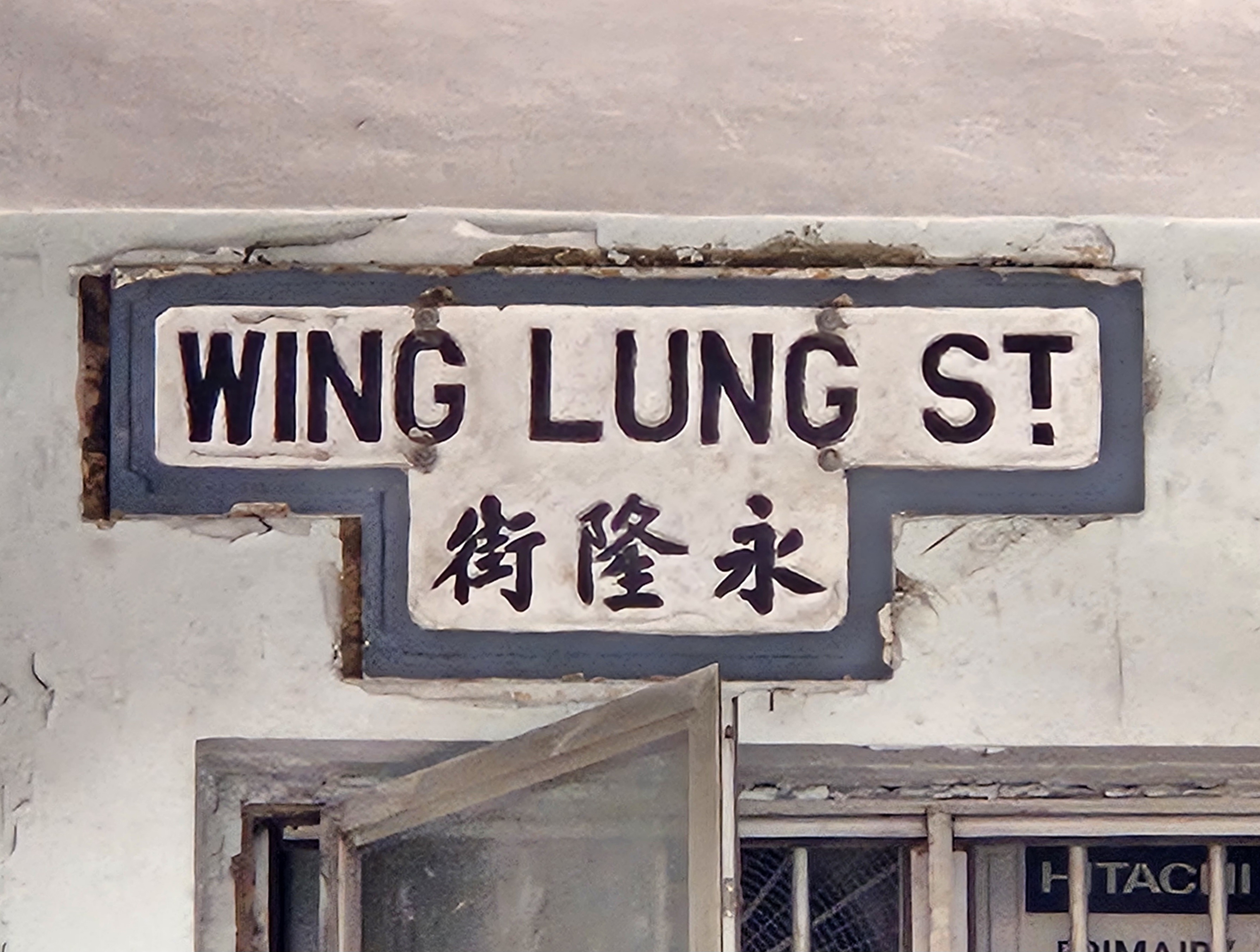
永隆街凹角T型街牌

永隆街（Wing Lung Street）是香港九龍深水埗區一條街道，與東京街大致平行。其中元州邨第二期與第五期之間的一段永隆街經已拆去，並納入邨內道路及屋邨範圍，並興建有蓋通道連接港鐵長沙灣站C1出口，仍存在的工廠大廈之間的永隆街及福榮街將會繼續保留。原有的長沙灣工廠大廈1－2座已重建成公屋，並成為元州邨一部份，原來的長沙灣道至福榮街之間的永隆街將會封閉，並變成屋邨通道，現時車輛不得由長沙灣道經永隆街或福榮街駛往東京街 。

### 發祥街
發祥街（Fat Tseung Street）是香港九龍深水埗區一條街道，與興華街、長發街及永隆街大致平行。發祥街店舖主要售賣二手衣服及維修汽車為主。因進行市區重建，原有長發街分站的路線臨時遷移至發祥街。
另外，發祥街以南的蔬菜批發市場、屠場用地及毗連土地，面積共4.14公頃，將改劃為住宅地帶，並以發展居者有其屋計劃。

### 發祥街西
發祥街西（Fat Tseung Street West）是香港九龍深水埗區一條街道，為發祥街向西之延伸段。

### 長發街
長發街（Cheung Fat Street）是香港九龍深水埗區一條街道，與發祥街及永隆街大致平行。長發街店舖主要售賣二手衣服及鞋子為主。

### 昌華街
昌華街（Cheung Wah Street）是香港九龍深水埗區一條街道，道路北面連接保安道及蘇屋邨，而南面則連接長沙灣道，並與興華街大致平行。
區議員一直關注長沙灣昌華街各個馬路交匯處的交通安全，因昌華街各個交匯處的馬路入彎位過急。並以元州街左轉入昌華街為例，路口並沒有任何過馬路的安全設施，亦因建築物妨礙視線，加上入彎位過急，司機未能於入彎前看見昌華街的路面；而居民於昌華街行人路等待橫過馬路時，亦未能看見即將入彎的車輛，容易釀成意外。

### 光昌街
光昌街（Kwong Cheung Street），是香港一條街道，在長沙灣工貿區。光昌街南北通往長沙灣道和青山道之間，可以行車輛和泊車上落貨。光昌街鄰近鴻昌工廠大廈、半島大廈、香港紗廠、深水埗運動場和麗新商業中心等。
2010年3月8日，光昌街麗昌工廠大廈曾經發生四級火災。一名47歲消防隊目殉職，另有3名消防員受傷。

## 石硤尾

### 白田街
白田街（Pak Tin Street）是香港深水埗區石硤尾一條街道，道路名稱是取自白田邨道路，北面連接南昌街及白田邨，而南面連接大埔道，並與白雲街大致平行。

### 巴域街

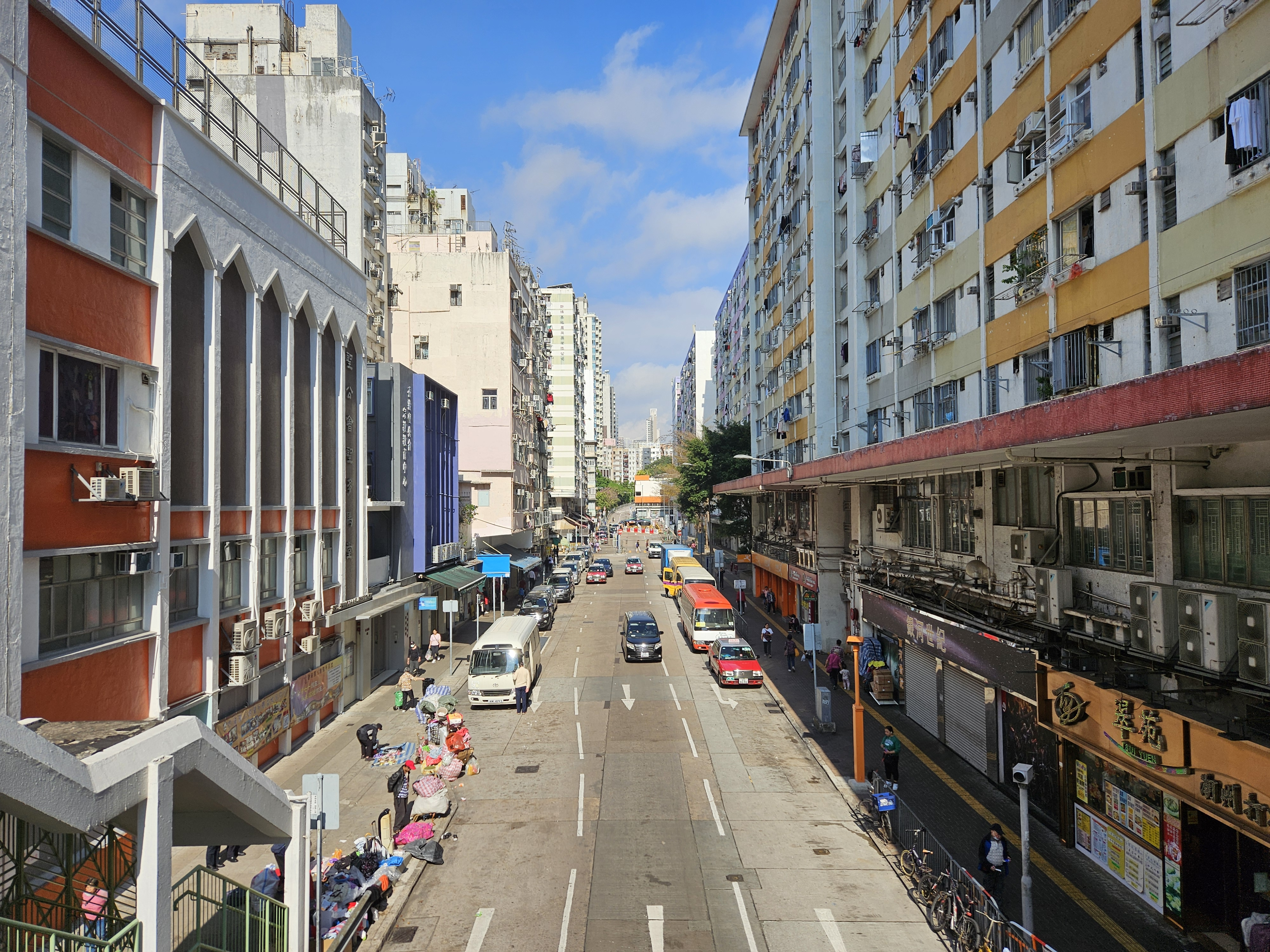
巴域街近香港科技專上書院

巴域街（Berwick Street）是香港深水埗區石硤尾一條街道，道路名稱是取自英國城鎮巴域（Berwick-upon-Tweed），西面連接白田街，而東面是迴旋處，並與窩仔街大致平行。這條道路被視為深水埗與石硤尾的分界。

### 大坑西街
大坑西街（Tai Hang Sai Street）是香港深水埗區石硤尾一條斜坡形的道路，名稱取自大坑西邨，西面連接南昌街，而東面連接大坑東道及窩仔街，並與偉智街大致平行。
大坑西街休憩處位於石硤尾大坑西街東面。

### 窩仔街
窩仔街（Woh Chai Street）是香港深水埗區石硤尾一條街道，命名源自石硤尾木屋區窩仔山上的「窩仔村」，西面連接白田街及石硤尾邨，而東面連接大坑東道，並與巴域街大致平行。

### 白雲街
白雲街（Pak Wan Street）是香港深水埗區石硤尾一條街道，道路名稱是取自廣州白雲區，道路北面連接南昌街，而南面連接白田街，並與白田街大致平行。